# Richard Brauer
Richard Dagobert Brauer (Charlottenburg, 10 febbraio 1901 – Belmont, 17 aprile 1977) è stato un matematico tedesco, conosciuto per i contributi in algebra astratta e in teoria dei numeri e per essere il fondatore della teoria delle rappresentazioni modulari.

## Riconoscimenti
- 1949 Premio Cole
- 1970 National Medal of Science